# Juan Botella
Juan Botella (n. 4 iulie 1941, Ciudad de México, Mexic – d. 17 iulie 1970, Ciudad de México, Mexic) a fost un săritor în apă ce a reprezentat Mexic, medaliat olimpic. A participat la o ediție a Jocurilor Olimpice (1960) în care a câștigat o medalie de bronz.

## Participări
Lista de mai jos prezintă principalele competiții la care a participat Juan Botella de-a lungul carierei.
- diving at the 1960 Summer Olympics – men's 3 metre springboard[*]